# Jorvik Viking Centre
Il Jorvik Viking Centre è un museo e un parco archeologico di York (Inghilterra), fondato dal York Archaeological Trust nel 1984.

## Storia
La ditta Cravens di confetteria, fondata nel 1803, spostò i propri stabilimenti in Coppergate street, nel centro di York nel 1966. La fabbrica venne poi demolita nel 1976 e il York Archaeological Trust, fondato nel 1972, condusse estesi scavi archeologici che portarono alla messa in luce dei resti della città vichinga di Jórvík con numerosi reperti, comprendenti anche legno, cuoio e tessuti, risalenti al periodo intorno all'anno 900 d.C.
Venne quindi costruito il Coppergate Shopping Center nel 1981, mentre il York Archaeological Trust decise di ricostruire sul sito scavato parte della città antica, con figure, suoni ed odori. Il Jorvik Viking Center è stato progettato da John Sunderland ed è stato inaugurato nell'aprile del 1984. Dalla sua apertura è stato visitato da circa 20 milioni di visitatori.
Nel 2001 il centro fu ingrandito e vi furono aggiunti elementi tecnologici e di animazione e nuovi stimoli sensoriali. Un nuovo museo che espone i reperti rinvenuti è stato inaugurato il 13 febbraio del 2010.